# Marby gård
Marby gård är belägen på Oknön i Mälaren i Strängnäs kommun, före 1943 var Oknö en del av Arnö socken i Uppland/Uppsala län.
Marby omtalas i dokument första gången 1215 då drottning Sofia daterade ett gåvobrev i Marby, som därefter beseglades av Magnus Ladulås. Marby med underlydande gårdar donerades 1396 till Uppsala domkyrka av Helga Anundsdotter (vingad lilja). Den drogs in till kronan i samband med reformationen, 1531 var Marby en arv och egetgård som räntade 3 pund korn och 3 marker penningar årligen. Marby sägs 1547 ha 3 1/2 punds utsäde och äng till 24 lass hö, 1559 var räntan årligen 4 pund korn, 3 marker penningar och 6 dagsverken, från 1548 omtalas en trädgård där det odlas päron och äpplen.
Marby donerades på 1500-talet till Jacob Näf och tillhörde senare hans svåger Johan Skytte. Marby drogs in i samband med reduktionen men senare bytte fröken A. C. Wrangel på Säby till sig gården och gjorde den till en utgård under sitt gods. Under 1800-talet lydde Marby under Haga i Svinnegarns socken.
Marby avbildas i ramen till Carl Gripenhielms Mälarkarta 1689. Den lilla akvarellen återger gårdens alla byggnader. I fonden den nya karolinska byggnaden och söder därom den gamla gården med ett troligen tvåvånigt vitt stenhus med gavelförsedda utbyggnader som har röda tak. Över dessa framträder en tornbyggnad med gråsvart tak. Då detta var uttjänt när den nya mangården byggdes på 1680-talet kan det ha medeltida ursprung. Dess plan kan studeras i 1726 års ägomätning i Lantmäteriets kartarkiv och kan beskrivas som en rektangulär stenhusbyggnad med breda utsprång åt väster och öster. Mellan dessa antyds i planfiguren mindre paviljonger, en i varje hörn. Gården omgavs av flera uthus i trä samt stall. Enligt kartbeskrivningen var ätten Wrangel ägare.[källa behövs]